# Alvin Stardust
Alvin Stardust, pseudoniem van Bernard William Jewry (Londen, 27 september 1942 – 23 oktober 2014) was een Engelse zanger. 

## Biografie
Aanvankelijk (begin jaren zestig) trad hij op onder de naam Shane Fenton & The Fentones. In 1973 brak hij internationaal door met de hit My coo ca choo.
De single was in werkelijkheid opgenomen door de schrijver van het nummer, Peter Shelley onder de, door de schrijver, zelfbedachte naam Alvin Stardust. Deze had echter net met Michael Levy Magnet Records opgericht. My coo ca choo was de eerste single van dat platenlabel en werd een onverwacht succes. Shelley had echter geen intentie als artiest op te treden en zocht een “gezicht” voor verdere promotie van die single. Hij vond artiest Bernard William Lewry bereid om onder de naam Alvin Stardust het nummer on stage te promoten.
My coo ca choo werd een daverend succes, met name in Australië waar het zeven weken op de eerste plaats stond. In Oostenrijk (16 weken met een 2e plaats) en Noorwegen (9 weken met een 4e plaats) verkocht de single ook goed. In Nederland waren de verkoopcijfers aanzienlijk minder.
Het lukte de 'nieuwe' Alvin Stardust niet om aansluiting te vinden bij de populaire glamrock. Zijn act leek te veel op die van zestiger-jarenster Dave Berry. In 1974 had hij in Nederland nog een paar hitjes (Red dress en You, you, you).
In 1981 scoorde het personage Alvin Stardust een nummer 1-hit in de Top 40 met het nummer Pretend. In de Nationale Hitparade kwam het niet verder dan een derde plaats. Een jaar later had Stardust een hit in Nederland met A wonderful time up there.
In 1986 heeft Stardust een duet opgenomen met gospel zangeres Sheila Walsh. Het nummer heet “I hope en I pray”. 
Stardust overleed in oktober 2014, enkele weken nadat er uitgezaaide prostaatkanker bij hem was geconstateerd. Hij werd 72 jaar. Een van zijn kinderen is de bekende drum-’n-bass-producer en dj Adam F.

## Discografie

### Nederlandse Top 40
| Single met eventuele hitnotering(en) in de Nederlandse Top 40 | Datum van verschijnen | Datum van binnenkomst | Hoogste positie | Aantal weken | Opmerkingen |
| ------------------------------------------------------------- | --------------------- | --------------------- | --------------- | ------------ | ----------- |
| My coo ca Choo                                                | 1974                  | 16-03-1974            | 12              | 6            |             |
| Jealous mind                                                  | 1974                  | 06-04-1974            | tip12           | -            |             |
| You you you                                                   | 1974                  | 19-10-1974            | 29              | 4            |             |
| Pretend                                                       | 1981                  | 10-10-1981            | 1(2wk)          | 13           |             |
| A wonderful time up there                                     | 1982                  | 16-01-1982            | 22              | 6            |             |
| A picture of you                                              | 1982                  | 01-01-1983            | tip2            | -            |             |
| I feel like Buddy Holly                                       | 1984                  | 07-07-1984            | tip7            | -            |             |

### NPO Radio 2 Top 2000
| Nummer met noteringen in de NPO Radio 2 Top 2000 | '99  | '00  | '01  |
| ------------------------------------------------ | ---- | ---- | ---- |
| Pretend                                          | 1570 | 1461 | 1285 |

1. ↑  Een vetgedrukt getal geeft de hoogste notering aan.
2. ↑  Deze tabel is bijgewerkt tot en met de laatste editie (2024).